# Friedersdorf (Dresden)
Friedersdorf ist ein Ortsteil im Norden der sächsischen Landeshauptstadt Dresden. Er gehört zum Ortsteil Lausa, in dessen südöstlichem Gemarkungsbereich er liegt, und mit diesem zur Ortschaft Weixdorf.

## Geografie

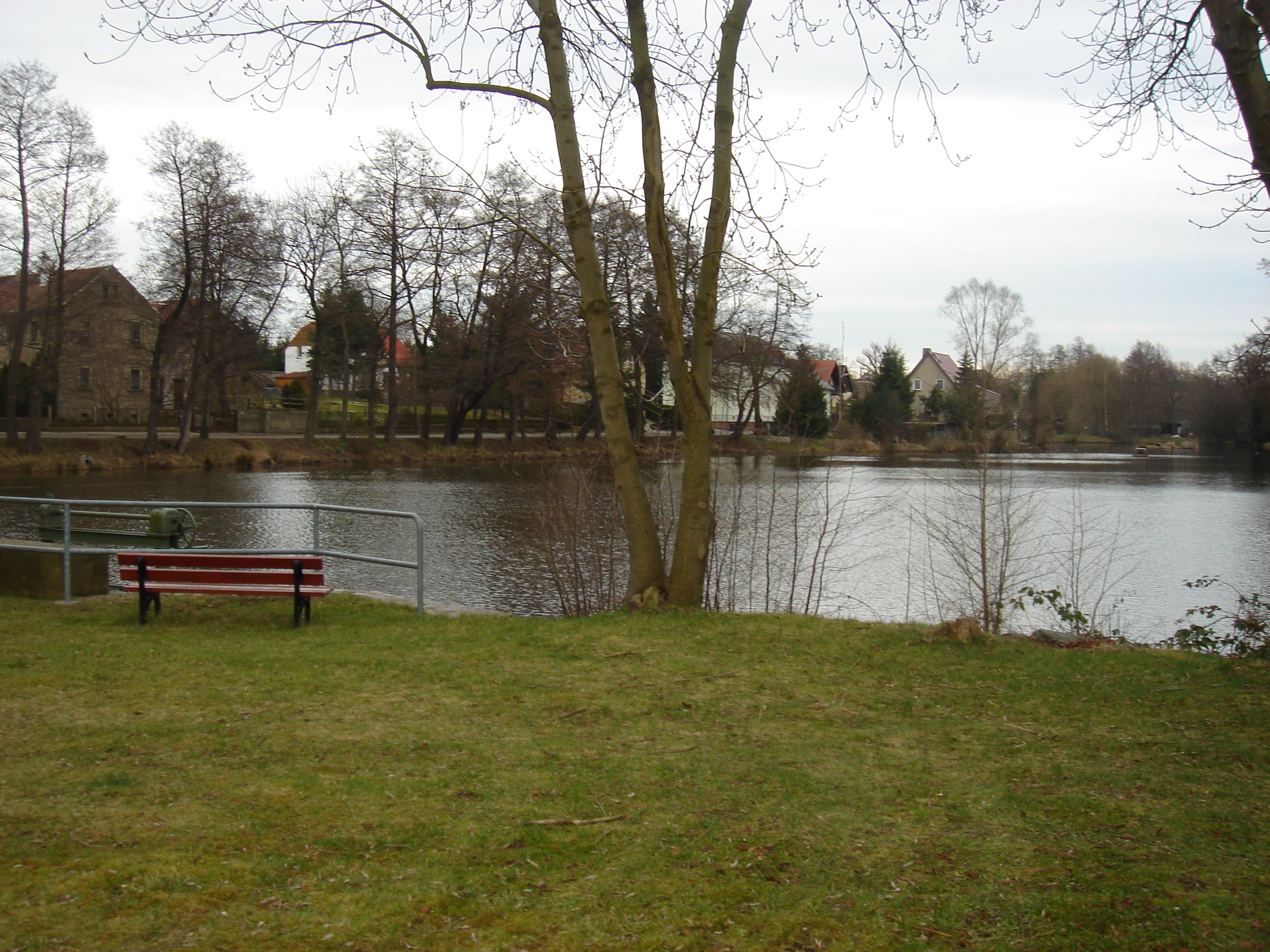
Blick über den Mühlteich zum Friedersdorfer Ortskern

Friedersdorf liegt zehn Kilometer nördlich des Dresdner Stadtzentrums, der Inneren Altstadt, und befindet sich bereits außerhalb des Elbtalkessels, von dessen Rand es vier Kilometer entfernt ist. Ein benachbarter Ortsteil ist Lausa, im Süden und Osten grenzt Friedersdorf an den Sauerbusch, einen Teil der Dresdner Heide. Der recht kleine Ortsteil Friedersdorf, der keine eigene Gemarkung mehr hat und fast ausschließlich aus dem historischen Ortskern besteht, gehört zum statistischen Stadtteil Weixdorf. Westlich des Ortskerns, der auf einer Höhe von etwa 195 m ü. NN liegt, befinden sich mehrere Teiche, so der Obere und Untere Mittelteich, der Mühlteich und der Großteich. An letzterem liegt das Waldbad Weixdorf.

## Geschichte
Friedersdorf wurde im Jahr 1378, also zeitgleich mit Weixdorf, erstmals als Fridrichstorff erwähnt. Dieser der Deutschen Sprache entstammende Name bedeutet Dorf des Friedrich und geht auf einen Lokator zurück. Im Jahr 1554 erscheint der Ort als Friederßdorff und 1875 schließlich als Friedersdorf bei Radeberg, um es von den in Mitteldeutschland häufiger anzutreffenden gleichnamigen Orten zu unterscheiden. Im Ortskern, der an der Ostseite der nassen Talmulde des Lausenbachs als Waldhufendorf angelegt wurde, haben sich bis heute mehrere historische Gebäude erhalten.
Während seiner gesamten Geschichte gehörte Weixdorf verwaltungsmäßig zum Amt beziehungsweise zur Amtshauptmannschaft Dresden. Eingepfarrt war es nach Lausa. Im Jahr 1556 erwarb Christoph von Carlowitz, der Besitzer des Hermsdorfer Ritterguts, ein Gut in Friedersdorf, wo außerdem 1618 ein Vorwerk erwähnt wird. Ab 1696 übte dieses Rittergut bis ins 19. Jahrhundert die Grundherrschaft aus. Der heutige Sauerbusch war der Hermsdorfer Rittergutswald. Bereits 1879 wurde Friedersdorf nach Lausa eingemeindet und teilte fortan dessen Geschichte. So gehört es seit dem 1. Januar 1999 zu Dresden.

### Einwohnerentwicklung
| Jahr | Einwohner                                 |
| ---- | ----------------------------------------- |
| 1556 | 16 besessene Mann, 2 Häusler, 16 Inwohner |
| 1764 | 13 besessene Mann, 10 Häusler             |
| 1834 | 227                                       |
| 1871 | 282                                       |
| 1890 | 303                                       |
| 1910 | siehe Lausa                               |